# Великий бальи Эно
Великий бальи Эно (фр. grand bailli du Hainaut) — одна из высших должностей графства Эно в XIV—XVIII веках.

## История
В первые столетия существования графства его владетели лично занимались отправлением правосудия, но с XII века стали назначать для этой цели заместителей — бальи Эно. Впервые должность бальи появляется в документах в 1172 году, вскоре после прихода к власти Бодуэна V, активно занимавшегося внешней политикой, и доверившего юстицию своему министериалу Роберту Жемаппскому, называемому в источниках Робертом Бальи (Robert li Baile, ум. между 1182 и 1184).
Хартия 1200 года устанавливала полномочия бальи, как чиновника осуществлявшего верховную юрисдикцию от имени сеньора, за исключением случаев, относящихся к спорам о доменах и наследовании в графстве.
Уния Эно с Голландией в XIV веке привела ко все более частому отсутствию графов в своих владениях, поэтому Гийом I увеличил права и прерогативы бальи, предоставив ему в 1323 году полномочия губернатора и верховного чиновника. 30 июня 1331 была создана должность начальника канцелярии великого бальи, называвшегося «клириком, ведущим отчеты о действиях великого бальяжа» (clerc tenant le compte des exploits du grande baillage), и являвшегося хранителем печати.
Вместе с двумя другими юрисдикциями, называемыми Аудиенция и Терраж, Великий бальяж составлял Верховный совет Эно, в котором великий бальи председательствовал в отсутствие графа. Заседания обычно проводились в Монсе, но были и выездные сессии в Валансьене, Кенуа и других местах.
Графы Эно до начала XV века изредка прибывали в графство для осуществления личного руководства, но со времени вхождения Эно в состав Бургундского государства великие бальи превратились в фактических наместников, чьи полномочия были значительно расширены жалованной грамотой 11 февраля 1457, данной Филиппом III Бургундским Филиппу де Крою. Этим документом помимо судебных функций на великого бальи возлагалось общее административное руководство, в том числе назначение мэров, эшевенов и прочих чиновников.
Прерогативы великих бальи, в период испанского владычества и частых франко-габсбургских войн обычно соединявших эту должность с постом капитан-генерала Эно (командующего войсками), были существенно урезаны только в середине XVIII века в период административных реформ Марии Терезии. Должность была ликвидирована в результате завоевания Австрийских Нидерландов Французской республикой в 1794 году.

## Великие бальи Эно
Список, согласно Александру Пеншару и Эдмону Пулле:
- 1317 — Робер де Маншикур
- 1321—1325 — Тьерри дю Шатле
- 1336—1337 — Жерар Энский
- 1339—1347 — Жан, сеньор де Арши
- 1349—1350 — Жан, сеньор де Бёвраж
- 1350—1351 — Бодуэн де Розен
- 1351—1352 — Жан, сеньор де Арши
- 1352—1352 — Жан де Барбансон, сеньор де Сольр
- 1352—1354 — Никола, сеньор де Лален
- 1355—1356 — Жерар, сеньор де Виль
- 1358—1361 — Симон де Лален, рыцарь
- 1361—1362 — Гийом, сеньор де Сар
- 1362—1362 — Симон де Лален
- 1362—1364 — Жерар, сеньор де Виль
- 1364—1365 — Жан де Лоне
- 1365 — сир д'Эклеб
- 1365 — Жан д'Эклеб, брат бастард предыдущего
- 1366 — Альман де Эно
- 1367—1368 — Жан де ле Пёль
- 1368—1369 — Альман де Эно
- 1369—1370 — Жиль, сеньор де Рюмон
- 1370—1372 — Альман де Эно
- 1372—1377 — сеньор де Орден
- 1377—1386 — сеньор де Кьеврен
- 1386—1389 — Гийом де Виль, сеньор д'Одреньи
- 1389—1392 — Тьерри, сеньор де Санзей
- 1392—1395 — Жан де Жёмон
- 1395 — Ансо де Тразеньи, сеньор де Эппиньи и де Мони
- 1395—1398 — Тома де Лилль, сеньор де Френ
- 1398—1401 — Отон II де Лален
- 1402—1403 — Тома де Лилль
- 1403—1409 — сеньор д'Одреньи
- 1409—1418 — Пьер Броньяр де Энен
- 1418—1422 — Гийом де Сар, сеньор д'Одреньи
- 1422—1423 — Эврар, сеньор де ла Э и де Гуи
- 1423—1424 — Пьер де Бузи, сеньор де Вертен и де Фелюи
- 1424—1425 — Пьер Броньяр де Энен (повторно)
- 1425—1427 — Пьер де Бузи
- 1427—1434 — Гийом де Лален, сеньор де Бюньикур и де Фрезен
- 1434—1456 — Жан де Крой, сеньор де Тур-сюр-Марн (также капитан-генерал Эно)
- 1457—1463 — Филипп де Крой, сеньор де Сампи (также капитан-генерал Эно)
- 1463—1467 — Жан де Рюбампре, сеньор де Бьевр и д'Аркен
- 1467—1497 — Антуан Ролен, сеньор д'Эмери и де Ланс (также капитан-генерал в 1467—1477)
  - 1477—1482 — Адольф Клевский, капитан-генерал (в его отсутствие обязанности исполнял его сын Филипп Клевский)
  - 1482—1484 — Филипп де Крой, граф де Порсеан, временный капитан-генерал, с 1483 генеральный наместник Эно
  - 1484—1485 — Жан де Линь, временный капитан-генерал
  - 1485—1488 — Филипп Клевский, капитан-генерал
  - 1488—1521 — Шарль де Крой, князь де Шиме, капитан-генерал
- 1497—1500 — Гийом де Крой, сеньор де Шьевр (назначен преемником Ролена в 1496)
- 1504—1537 — Жак Пеншар де Гавр, сеньор де Фрезен
  - 1521—1549 — Филипп II де Крой, герцог ван Арсхот, капитан-генерал
- 1537—1549 — Филипп II де Крой, герцог ван Арсхот
- 1549—1556 — граф Шарль II де Лален (также капитан-генерал в 1549—1558)
- 1556—1559 — Жан де Ланнуа, сеньор де Молембе
  - 1558—1560 — Шарль де Бримё, граф ван Меген, капитан-генерал

Великие бальи и капитан-генералы:
- 1560—1567 — Ян IV ван Берген, маркиз ван Берген-оп-Зом
- 1566—1574 — Филипп де Нуаркарм, и. о. с 1.06.1566 до 1570
- 1574—1582 — граф Филипп II де Лален, и. о.
- 1582—1590 — Эммануэль-Филибер де Лален, маркиз де Ранти
- 1593—1612 — Шарль III де Крой, герцог ван Арсхот, князь де Шиме
- 1613—1621 — Шарль-Бонавантюр де Лонгваль, граф де Бюкуа
- 1622—1623 — Жан де Крой, граф де Сольр (на время интерима)
- 1623—1624 — принц Ламораль I де Линь
- 1624 — Флоран де Нуайель, граф де Марль, и. о.
- 1625—1631 — Гийом III де Мелён, принц д'Эпинуа, и. о.
- 1632—1663 — Шарль-Альбер де Лонгваль, граф де Бюкуа
- 1663—1674 — герцог Филипп-Франсуа д'Аренберг
  - в 1673 Филипп-Франсуа де Мелён, маркиз де Ришбур, назначен временным командующим в Эно
- 1675—1681 — герцог Шарль-Эжен д'Аренберг
- 1681—1698 — Интерим. Исполняющие обязанности:
  - 23.07—30.11.1681 — Вольфганг-Гийом де Бурнонвиль, виконт де Барлен
  - 23.12.1681—2.05.1682 — Жак де Фарьо, виконт де Мод
  - 10.05.1682—30.06.1689 — Эжен де Берг, принц де Раш
  - 1.07.1689—7.02.1690 — Филипп-Франсуа де Мелён, маркиз де Ришбур
  - 8.02—7.07.1690 — Клод де Рубо, сеньор де Лисбонн (формально пост считался вакантным)
  - 20.06.1690—1691 — князь Филипп-Франсуа де Берг
  - 1691—1697 — французская оккупация. Людовик XIV не стал назначать своего великого бальи
  - 17.12.1697—31.03.1698 — Шарль-Жозеф де Жош, граф де Мастен
- 1698—1709 — герцог Фердинанд-Гастон-Ламораль де Крой, граф дю Рё
- 1709—1754 — герцог Леопольд-Филипп д'Аренберг
- 1754—1778 — герцог Шарль-Мари-Раймон д'Аренберг
- 1779—1788 — герцог Луи-Анжельбер д'Аренберг
- в 1779 принц Шарль-Жозеф де Линь был назначен военным губернатором Монса. Должность капитан-генерала упразднялась
- 1788—1789 — граф Никола-Антуан д'Арберг и де Валанжен
- 1789—1791 — герцог Луи-Анжельбер д'Аренберг
- 1791—1794 — принц Шарль-Жозеф де Линь